# NGC 4677
NGC 4677 (другие обозначения — ESO 322-78, MCG -7-26-44, DCL 199, PGC 43127) — галактика в созвездии Центавр.
Этот объект входит в число перечисленных в оригинальной редакции «Нового общего каталога».
В галактике вспыхнула сверхновая SN 2007ft типа Ia, её пиковая видимая звездная величина составила 16,0.